# Gevalia

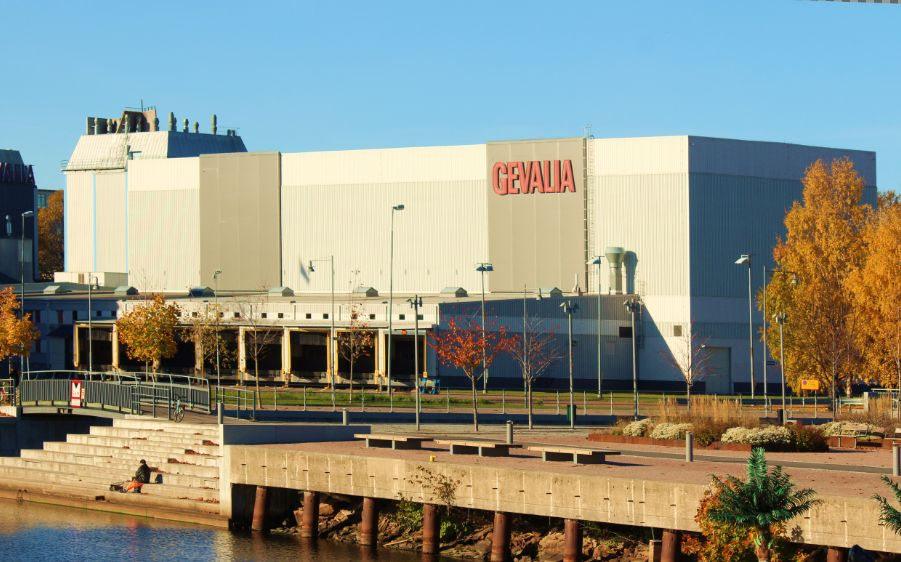
Gevalia kafferosteri, 2013.

Gevalia är ett varumärke för kaffe som bland annat tillverkas vid Jacobs Douwe Egberts kafferosteri på Alderholmen i Gävle. Det är känt för sin slogan "(Vilket kaffe skulle du bjuda på) om du fick oväntat besök?". Märket är känt över hela världen och säljs i butiker och genom postorder som exklusivt kaffe i till exempel USA.
Namnet Gevalia togs fram av ett par språkkunniga gävlebor som översatte namnet på sin stad från svenska till latin och betyder alltså Gävle. Översättningen har använts som namn i trakten på bland annat en biograf och ett företag som gjorde mineralvatten men även i flera andra sammanhang, dock har det kanske starkast kommit att förknippats med just varumärket för kaffe som det har namngivit.

## Historia

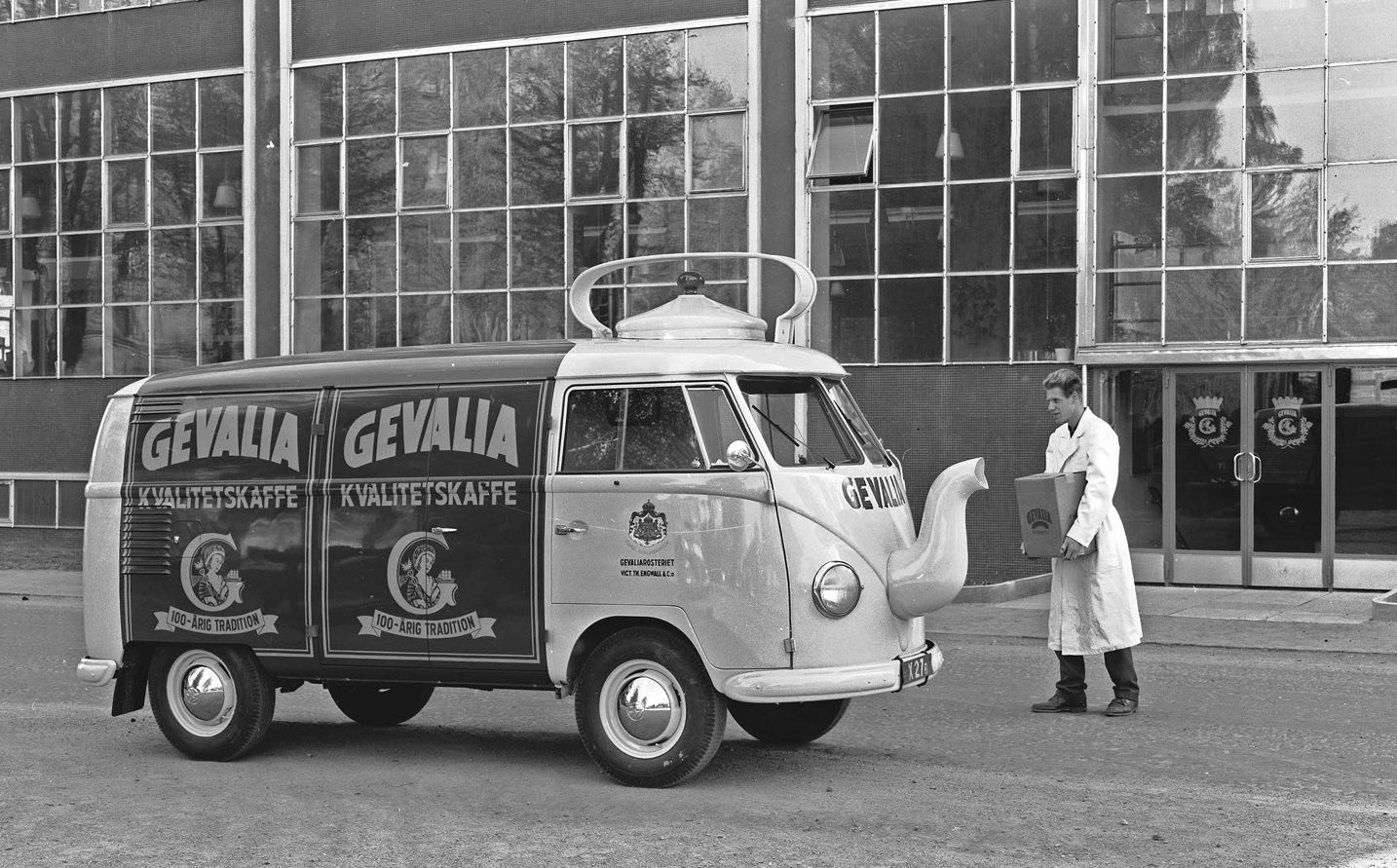
Den 31 maj 1956 levererades denna Volkswagenbuss till Gevalias kafferosteri i Gävle.

Gevalia lanserades första gången 1920, detta i Sverige av handelsföretaget Vict. Th. Engwall & Co som hade rostat kaffe sedan 1913. Efter 120 år som familjeföretag såldes Victor Th Engwall & Co KB 1971 till det amerikanska livsmedelsföretaget General Foods (nuvarande Kraft Foods) som därmed har tagit över ägandet av Gevalia.
1931 öppnade Vict. Th. Engwall & Co flera försäljningskontor under namnet Gevaliarosteriet. 1947 började de mala ned kaffet redan i fabriken och sälja pulvret på burk. Året efter öppnade man forskningslaboratorium. 1957 infördes vakuumförpackningar i produktionen.
Gevalia var en gång i tiden även varumärke för kryddor. År 1970 köpte Gevalia Kockens i Ystad, varefter Kockens började användas som märke även för de kryddor som tillverkades i Gävlefabriken.
1971 köptes Vict. Th. Engwall & Co - inklusive Gevalia och Kockens - av amerikanska General Foods. General Foods hade tidigare köpt en annan svensk kaffefabrik, Coffea med varumärket Premiär-kaffe. Produktionen i Premiärrosteriet i Gröndal flyttades till Gävle i samband med övertagandet.
General Foods lanserade Gevalia i Danmark år 1973, några år efter att man köpt företaget. Under en period hade Gevalia även ett rosteri i Glostrup utanför Köpenhamn som tillverkade för den danska marknaden. Det stängdes hösten 2004 och produktionen flyttade till Gävle, men Gevalia säljs fortfarande i danska butiker.
Gevalia följde med General Foods i sammanslagningen med Kraft Foods 1990, och delningen till Mondelez International 2012. År 2015 slogs Mondelez kaffemärken ihop med holländska Douwe Egberts för att bilda det internationella kaffeföretaget Jacobs Douwe Egberts, där Gevalia ingår.
På 1980-talet lanserade General Foods även Gevalia i USA. På den amerikanska marknaden positionerades Gevalia som ett gourmetkaffe som importerades från Sverige och såldes via postorder och abonnemang. När Kraft Foods internationella verksamhet knoppades av till Mondelez hamnade den amerikanska verksamheten i ett annat företag, vilket ledde till att tillverkningen av Gevalia för den amerikanska marknaden hösten 2014 flyttades från Gävle till USA.
Gevalia har under 2005 och 2010 fått kraftig kritik av Swedwatch för arbetssituationen i Brasilien.

## Marknadsföring
Gevalia (Kraft Foods Sverige) sponsrar ishockeylaget Brynäs IF även om de på senare år har minskat på anslagen.

### Reklam
Gevalia har under flera år annonserat frekvent, bland annat i populärpress. Reklamkoncepten har varierat genom åren. Under slutet av 1970-talet och första delen av 80-talet fokuserade Gevalias reklam på kafferesor med Bibi Langer i Sverige och världen.
Hösten 1985 lanserades ett nytt reklamkoncept i hopp om att nå en yngre målgrupp. Konceptet hade "Oväntat besök" som tema och utvecklades tillsammans med reklambyrån Young & Rubicam AB. Lanseringen skedde med helsidesannonser i dagspress. Annonserna innehöll fotomontage, exempelvis ett fartyg som gått på grund vid en kobbe, och pay-offen "Vilket kaffe skulle du bjuda på om du fick oväntat besök?".

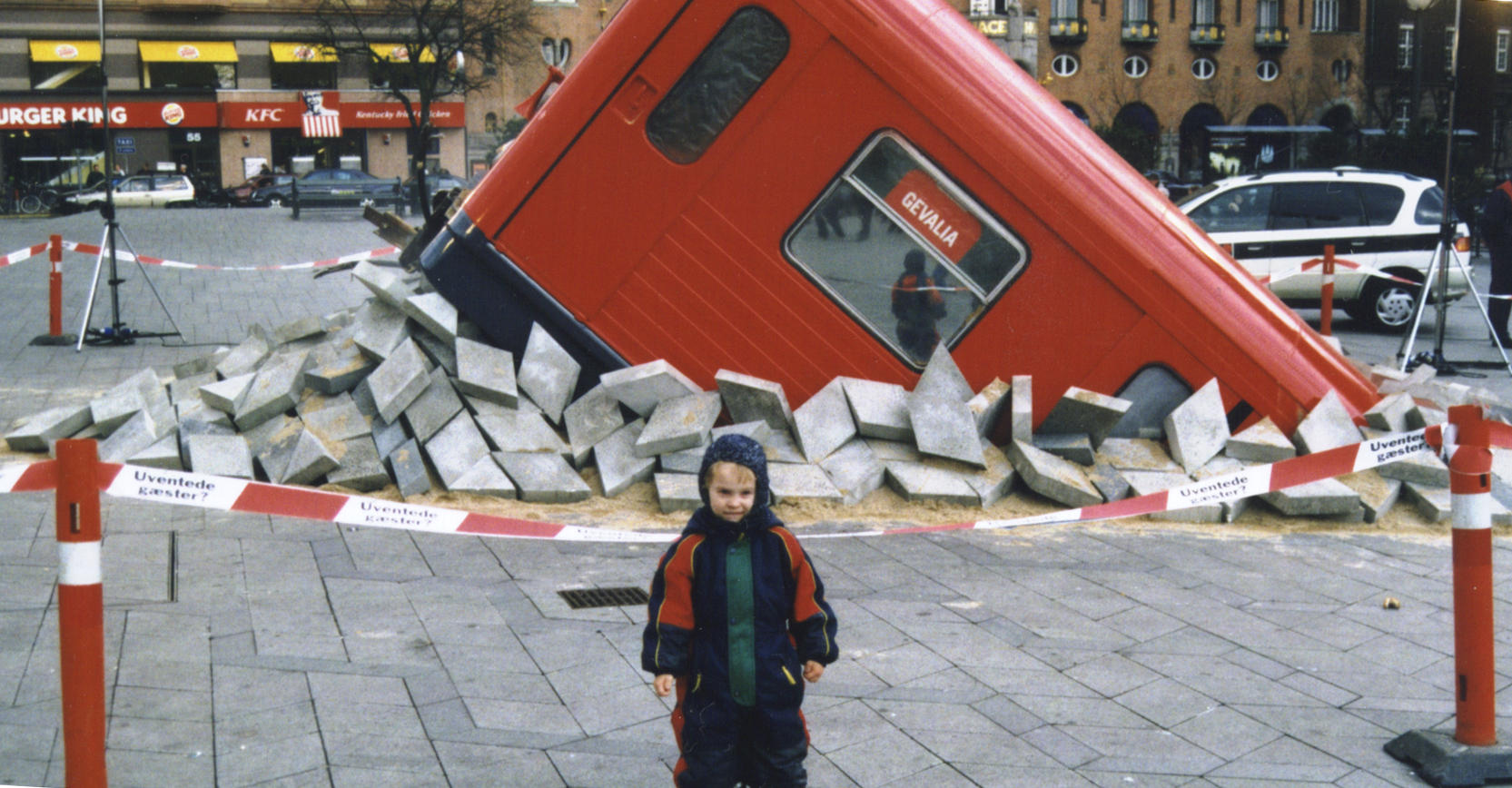
Reklamkampanj för Gevalia i Köpenhamn.

Konceptet utvecklades med tiden och år 1991 visades den första TV-reklamen. Under 1990-talet placerade företaget även ut installationer i storstäder, exempelvis ett sportflygplan ovanpå Svampen vid Stureplan i Stockholm, en ubåt på Lilla Torg i Malmö och en kraschad tunnelbanevagn i Köpenhamn.